# 小行星7780
小行星7780（英語：7780 Maren）是一颗围绕太阳公转的小行星。1993年7月15日，埃莉諾·赫琳、J. B. Child在帕洛马山发现了此天体。
这颗小行星的绝对星等为44.11861851094994等。